# فهرست آثار ملی شهرستان گنبد کاووس
شهرستان گنبد کاووس یکی از شهرستان‌های ایران است که در استان گلستان قرار گرفته‌است. گنبد کاووس مرکز این شهرستان است و در محل فعلی شهر گنبد کاووس، در دوران کهن، شهری به نام هیرکان و سپس گرگان «جرجان» قرار داشته که به دلیل قرار داشتن در جاده ابریشم از اهمیت بسیاری در بازرگانی برخوردار بوده‌است. در دوران رضاشاه پهلوی در کنار خرابه‌های گرگان باستان شهری جدید، با قواعد مدرن شهرسازی بنا شد که گنبد کاووس نام گرفت. در طول دوران‌های متمادی، هنگام حکمرانی سلسله آل زیار این شهر پایتخت ایران بوده‌است.

## آثار ثبت‌شده
| ردیف | نام اثر                        | نگاره | دیرینگی                         | موقعیت | شمارهٔ ثبت | تاریخ ثبت  | منبع  |
| ---- | ------------------------------ | ----- | ------------------------------- | --- | --------- | ---------- | ----- |
| ۱    | برج گنبد قابوس                 |       | آل زیار                         | در کنار گرگان قدیم که جزایالت استراّباد ۳۷°۱۵′۲۹٫۲۳۶۸۶″ شمالی ۵۵°۱۰′۸٫۳۶۸۰۷″ شرقی / ۳۷٫۲۵۸۱۲۱۳۵۰۰°شمالی ۵۵٫۱۶۸۹۹۱۱۳۰۶°شرقی | ۸۶        | ۱۳۱۰/۱۰/۱۵ | [ ۲ ] |
| ۲    | تپه مراوه                      |       | تاریخی                          | شهرستان گنبد کاووس، ۴ ک م                                                                                                 | ۷۲۵       | ۱۳۴۶/۰۱/۲۳ |       |
| ۳    | جرجان                          |       | اسلامی                          | | ۷۲۶       | ۱۳۴۶/۰۱/۲۳ |       |
| ۴    | تپه شش کیلومتری غرب گنبد کاووس |       | اسلامی                          | ۶ کیلومتری غرب گنبد کاووس                                                                                                 | ۷۲۷       | ۱۳۴۶/۰۱/۲۳ |       |
| ۵    | یاریم تپه                      |       | پیش از تاریخ                    | گنبد کاووس، ۹ کیلومتری غرب شسهرستان، کنار قره سو                                                                          | ۷۲۸       | ۱۳۴۶/۰۱/۲۳ |       |
| ۶    | تپه نظام‌آباد پائین             |       | هزاره دو و هزاره یک ق‌م          | ۱۲ کیلومتری غرب گنبد کاووس                                                                                                | ۷۲۹       | ۱۳۴۶/۰۱/۲۳ |       |
| ۷    | تپه نظام‌آباد بالا              |       | هزاره دو ق‌م                     | ۱۲ کیلومتری غرب گنبد کاووس                                                                                                | ۷۳۰       | ۱۳۴۶/۰۱/۲۳ |       |
| ۸    | تپه روزه                       |       | اواخر هزاره دو ق‌م               | ۱۲ کیلومتری غرب دهکده شاه پسند                                                                                            | ۷۳۱       | ۱۳۴۶/۰۱/۲۳ |       |
| ۹    | تپه سنجران                     |       | اواخر هزاره دو ق‌م               | ۱ کیلومتری جنوب غربی تپه اوزوه                                                                                            | ۷۳۲       | ۱۳۴۶/۰۱/۲۳ |       |
| ۱۰   | تپه یک کیلومتری شمال غربی تپه  |       |                                 | بخش آزاد شهر | ۷۳۳       | ۱۳۴۶/۰۱/۲۳ |       |
| ۱۱   | سه تپه خان ببین                |       | اواخر هزاره دو ق‌م               | ۲۲ کیلومتری غرب آزاد شهر                                                                                                  | ۷۳۴       | ۱۳۴۶/۰۱/۲۳ |       |
| ۱۲   | دو تپه علی‌آباد                 |       | اواخر هزاره دو ق‌م               | شرق قریه علی‌آباد، ۲۸ کیلومتری آزا                                                                                         | ۷۳۵       | ۱۳۴۶/۰۱/۲۳ |       |
| ۱۳   | یاس تپه                        |       | هزاره یک ق‌م                     | ۱ کیلومتری غرب قریه علی‌آباد                                                                                               | ۷۳۶       | ۱۳۴۶/۰۱/۲۳ |       |
| ۱۴   | تپه سعدآباد                    |       | هزاره یک ق‌م و اسلامی            | شهرستان گرگان، روستای سعد آباد                                                                                            | ۷۳۹       | ۱۳۴۶/۰۱/۲۳ |       |
| ۱۵   | شهر باستانی دشت حلقه/ دشت قلعه |       | اشکانی (پارت) ـ ساسانی          | ۱۵ کیلومتری جنوب گنبد کاووس                                                                                               | ۱۰۱۷      | ۱۳۵۳/۱۰/۲۹ |       |
| ۱۶   | گبری قلعه                      |       | ساسانی ـ اسلامی                 | ۱۵ کیلومتری شرق گنبد کاووس                                                                                                | ۱۰۱۸      | ۱۳۵۳/۱۰/۲۹ |       |
| ۱۷   | مدرسه سید قلیچ ایشان           |       | قاجاریه                         | واقع در داخل شهر گرگان | ۱۱۲۴      | ۱۳۵۴/۰۸/۱۰ |       |
| ۱۸   | تپه توران فارس                 |       | هزاره یک ق‌م                     | روستای توران فارس | ۱۶۳۷      | ۱۳۶۴/۰۴/۱۶ |       |
| ۱۹   | شغال تپه                       |       | پیش از تاریخ                    | روستای بوزاق آباد، دهستان آق آبادبخش                                                                                      | ۲۷۰۹      | ۱۳۷۹/۰۳/۲۲ |       |
| ۲۰   | تپه اسکندرنژاد                 |       | تاریخی                          | روستای پشمکی، دهستان فجر، بخش مرکزی                                                                                       | ۲۷۱۶      | ۱۳۷۹/۰۴/۲۲ |       |
| ۲۱   | ملا علی تپه                    |       | عصر آهن ـ تاریخی                | روستای ملاعلی تپه دهستان آق آباد بخ                                                                                       | ۲۷۱۷      | ۱۳۷۹/۰۴/۲۲ |       |
| ۲۲   | تپه قره گرگ                    |       |                                 | بخش مرکزی دهستان آق آباد ۲ک ۰روستای                                                                                       | ۲۷۱۹      | ۱۳۷۹/۰۴/۲۲ |       |
| ۲۳   | ملک‌علی‌تپه                      |       | هزاره یک ق‌م ـ سلامی             | روستای آق آباد بخش مرکزی روستای مل                                                                                        | ۲۷۲۰      | ۱۳۷۹/۰۴/۲۲ |       |
| ۲۴   | آبادان‌تپه                      |       | عصر آهن ـ قرون اولیه اسلامی     | ۲۱ ک ۰ شمال گنبد کاووس روستای آبادا                                                                                       | ۲۷۲۱      | ۱۳۷۹/۰۴/۲۲ |       |
| ۲۵   | دانقاتارتپه                    |       | عصر آهن                         | بخش مرکزی دهستان آق آباد روستای سارجه                                                                                     | ۲۷۲۳      | ۱۳۷۹/۰۴/۲۲ |       |
| ۲۶   | جلائن‌تپه                       |       | عصر آهن                         | ۱۱ ک شمالشرقی گنبدکاووس، روستای جلائن                                                                                     | ۲۷۲۵      | ۱۳۷۹/۰۴/۲۲ |       |
| ۲۷   | تپه‌های مزار شیخ احمد           |       | اواخر تاریخی                    | بخش مرکزی دهستان اق آباد روستای ول                                                                                        | ۲۷۲۹      | ۱۳۷۹/۰۴/۲۲ |       |
| ۲۸   | تپه قوشان باتان                |       | پیش از تاریخ                    | بخش مرکزی دهستان آق آبادروستای گاو                                                                                        | ۲۷۳۰      | ۱۳۷۹/۰۴/۲۲ |       |
| ۲۹   | بایان تپه                      |       | عصر آهن ـ تاریخی                | ۴۰۰ متری شمال روستای طالقان تپه                                                                                           | ۲۷۳۹      | ۱۳۷۹/۰۴/۲۲ |       |
| ۳۰   | گورستان سید قاقا               |       | عصر آهن ـ تاریخی                | بخش مرکزی آق آباد روستای سارجه کر                                                                                         | ۲۷۴۰      | ۱۳۷۹/۰۴/۲۲ |       |
| ۳۱   | تپه حاجی قلندر                 |       | هزاره ۵ ق‌م ـ عصر آهن            | بخش گالیکش روستای نیاق | ۲۸۰۴      | ۱۳۷۹/۰۷/۱۶ |       |
| ۳۲   | قره محمد تپه                   |       | عصر آهن ـ تاریخی                | بخش مرکزی دهستان آق آباد روستای قر                                                                                        | ۲۸۰۵      | ۱۳۷۹/۰۷/۱۶ |       |
| ۳۳   | تپه انبار سرت                  |       | عصر آهن                         | بخش مرکزی روستای آق آباد روستای قر                                                                                        | ۲۸۰۷      | ۱۳۷۹/۰۷/۱۶ |       |
| ۳۴   | تپه تاریخی تاتار تپه           |       | تاریخی                          | بخش مرکزی روستای ایمرمحمدقلی آخوندی                                                                                       | ۲۹۰۰      | ۱۳۷۹/۰۹/۰۵ |       |
| ۳۵   | تپه باستانی آق قایه            |       | عصر آهن ـ تاریخی                | بخش مرکزی ۲۵۰ متری غرب روستای سار                                                                                         | ۲۹۰۲      | ۱۳۷۹/۰۹/۰۵ |       |
| ۳۶   | دانقار تار تپه ـ ج             |       | عصر آهن ـ اواخر تاریخی ـ اسلامی | بخش مرکزی روستای سارجه کر                                                                                                 | ۲۹۰۴      | ۱۳۷۹/۰۹/۰۵ |       |
| ۳۷   | تپه شهرک بسیجیان آزاد شهر      |       |                                 | شهرستان گنبد کاووس، آزادشهر، ضلع جنوبی پارک شهر                                                                           | ۳۲۵۲      | ۱۳۷۹/۱۲/۲۵ |       |
| ۳۸   | محوطه باستانی                  |       |                                 | شهرستان گنبد کاووس خیابان شهید رمضانی حد فاصل خیابانهای قائم، شهید مدرس دلگشا جنوبی                                       | ۳۲۵۳      | ۱۳۷۹/۱۲/۲۵ |       |
| ۳۹   | سد گرگز                        |       |                                 | شهرستان گنبد کاووس، روستای چای قوشان کوچک                                                                                 | ۳۲۵۴      | ۱۳۷۹/۱۲/۲۵ |       |
| ۴۰   | ایلیک تپه/ تپه خانه‌دار         |       |                                 | شهرستان گنبد کاووس، ۴ کیلومتری شرق روستای کرند                                                                            | ۳۳۳۱      | ۱۳۷۹/۱۲/۲۵ |       |
| ۴۱   | محوطه قرجه قالبان              |       | پیش از تاریخ ـ تاریخی           | شهرستان گنبد کاووس، روستای ملک علی تپه                                                                                    | ۳۶۴۵      | ۱۳۷۹/۱۲/۲۵ |       |
| ۴۲   | قولی تپه                       |       |                                 | شهرستان گلنبد کاووس، روستای حاجی قوشیان                                                                                   | ۳۶۴۹      | ۱۳۷۹/۱۲/۲۵ |       |
| ۴۳   | تپه گوگجه                      |       |                                 | شهرستان گنبدکاووس، روستای حاجی قوشان                                                                                      | ۳۶۵۱      | ۱۳۷۹/۱۲/۲۵ |       |
| ۴۴   | تپه انبار سیلو                 |       | تاریخی                          | شهرستان گنبدکاووس، صد م شرق جاده گنبد کاووس                                                                               | ۳۶۵۵      | ۱۳۷۹/۱۲/۲۵ |       |
| ۴۵   | گوگ‌تپه                         |       | پیش از تاریخ                    | شهرستان گنبد کاووس، ۳۰۰ م غرب جاده آسفالته، آزادشهر                                                                       | ۳۶۵۶      | ۱۳۷۹/۱۲/۲۵ |       |
| ۴۶   | محوطه مرجانی                   |       | تاریخی ـ اسلامی                 | شهرستان گنبد کاووس، روستای حاجی قوشان                                                                                     | ۳۶۵۷      | ۱۳۷۹/۱۲/۲۵ |       |
| ۴۷   | دانق آتارتپه (ب)               |       | عصر آهن                         | شهرستان گنبد کاووس، بخش مرکزی، دهستان آق آباد، روستای سارجه کر                                                            | ۸۸۰۰      | ۱۳۸۲/۰۳/۱۰ |       |
| ۴۸   | دگش تپه                        |       | عصر آهن ـ تاریخی                | شهرستان گنبد کاووس، بخش مرکزی، دهستان آق قلا، روستای ملک علی تپه                                                          | ۸۸۴۳      | ۱۳۸۲/۰۳/۱۰ |       |
| ۴۹   | تپه ملاموسی                    |       | تاریخی                          | شهرستان گنبد کاووس، بخش داشلی برون، دهستان کرند، روستای هوتن                                                              | ۸۸۴۴      | ۱۳۸۲/۰۳/۱۰ |       |
| ۵۰   | تپه قلیچ اولیاء                |       | عصر آهن ـ تاریخی                | شهرستان گنبد کاووس، بخش مرکزی، دهستان آق آباد، ۴ کیلومتری جنوب شرقی روستای ملا علی تپه                                    | ۸۸۴۵      | ۱۳۸۲/۰۳/۱۰ |       |
| ۵۱   | گورستان اراز گلدی              |       | تاریخی                          | شهرستان گنبد کاووس، بخش مرکزی، دهستان آق آباد، روستای چکر عطابهلکه                                                        | ۸۸۴۶      | ۱۳۸۲/۰۳/۱۰ |       |
| ۵۲   | کلجه‌تپه شمالی                  |       | تاریخی ـ اسلامی                 | گنبد کاووس، بخش داشلی برون، دهستان کرند، روستای قربان قلیچ ملا                                                            | ۸۸۴۷      | ۱۳۸۲/۰۳/۱۰ |       |
| ۵۳   | تپه گورستان سلطانعلی           |       | پیش از تاریخ ـ تاریخی ـ اسلامی  | گنبد کاووس، بخش مرکزی، روستای سلطانعلی                                                                                    | ۸۸۴۸      | ۱۳۸۲/۰۳/۱۰ |       |
| ۵۴   | قال هوز تپه                    |       | تاریخی                          | شهرستان گنبد کاووس، بخش داشلی برون، دهستان کرند، ۵ کیلومتری روستای هوتن                                                   | ۸۸۴۹      | ۱۳۸۲/۰۳/۱۰ |       |
| ۵۵   | تپه طلایی                      |       | پیش از تاریخ                    | شهرستان گنبد کاووس، یک کیلومتری جنوب شرقی دهستان آق آباد روستای ولی آباد                                                  | ۸۸۵۰      | ۱۳۸۲/۰۳/۱۰ |       |
| ۵۶   | تپه و قلعه سلطانعلی            |       | تاریخی                          | شهرستان گنبد کاووس، بخش مرکزی، دهستان سلطانعلی، روستای سلطانعلی                                                           | ۸۸۵۱      | ۱۳۸۲/۰۳/۱۰ |       |
| ۵۷   | تپه چکرعطا                     |       | عصر آهن ـ تاریخی                | شهرستان گنبد کاووس، بخش مرکزی، دهستان آق آباد، ۳۰۰ متری غرب روستای غراوی لر                                               | ۸۸۵۲      | ۱۳۸۲/۰۳/۱۰ |       |
| ۵۸   | تپه دباتا                      |       | پیش از تاریخ ـ تاریخی           | ۱۰ کیلومتری شمال شهر گنبد کاووس، ضلع شرقی جاده گنبد کاووس به داشلی برون                                                   | ۸۸۵۳      | ۱۳۸۲/۰۳/۱۰ |       |
| ۵۹   | تپه بایران صوفی قالبان         |       | عصر آهن                         | شهرستان گنبد کاووس، بخش مرکزی، دهستان آق آباد، دو کیلومتری جنوب شرقی روستای قره محمد تپه                                  | ۸۸۵۴      | ۱۳۸۲/۰۳/۱۰ |       |
| ۶۰   | کلجه تپه جنوبی                 |       | تاریخی                          | شهرستان گنبد کاووس، بخش داشلی برون، دهستان کرند، روستای قربان ملاقلیچ                                                     | ۸۸۵۵      | ۱۳۸۲/۰۳/۱۰ |       |
| ۶۱   | تپه آق قایه (ب)                |       | عصر آهن ـ تاریخی                | شهرستان گنبد کاووس، بخش مرکزی، دهستان آق آباد، ۳۰۰ متری غرب روستای سارجه کربالا                                           | ۸۸۵۶      | ۱۳۸۲/۰۳/۱۰ |       |
| ۶۲   | حاجیلر قلعه                    |       | تاریخی ـ اسلامی                 | شهرستان گنبد کاووس، بخش مرکزی، دهستان آق آباد، روستای حاجیلرقلعه                                                          | ۸۸۵۷      | ۱۳۸۲/۰۳/۱۰ |       |
| ۶۳   | گورستان صوفی محمد              |       | پیش از تاریخ ـ تاریخی ـ اسلامی  | شهرستان گنبد کاووس، بخش داشلی برون، دهستان سلطانعلی، روستای قزاقلی                                                        | ۸۸۵۸      | ۱۳۸۲/۰۳/۱۰ |       |
| ۶۴   | محوطه تانس قلجه                |       | تاریخی                          | شهرستان گنبد کاووس، بخش داشلی برون جنوب غربی روستای هوتن                                                                  | ۹۳۲۲      | ۱۳۸۲/۰۵/۰۷ |       |
| ۶۵   | محوطه قلعه چات جیق             |       | تاریخی                          | شهرستان گنبد کاووس، بخش داشلی برون روستای چات                                                                             | ۹۳۲۶      | ۱۳۸۲/۰۵/۰۷ |       |
| ۶۶   | محوطه قلعه جیق هوتن            |       | تاریخی                          | شهرستان گنبد کاووس، بخش داشلی برون، دو کیلومتری غرب روستای هوتن                                                           | ۹۳۲۷      | ۱۳۸۲/۰۵/۰۷ |       |
| ۶۷   | تپه یزدانی جنوبی               |       | تاریخی                          | شهرستان گنبد کاووس، بخش مرکزی، دهستان باغلی ماراما، ۳ کیلومتری شمال روستای خارطوم                                         | ۹۷۵۰      | ۱۳۸۲/۰۵/۲۷ |       |
| ۶۸   | قره تپه شمالی                  |       | پیش از تاریخ ـ تاریخی           | شهرستان گنبد کاووس، بخش مرکزی، دهستان باغلی ماراما، دو کیلومتری جنوب روستای ایمرتورملا                                    | ۹۷۵۱      | ۱۳۸۲/۰۵/۲۷ |       |
| ۶۹   | تپه یزدانی شمالی               |       | تاریخی                          | شهرستان گنبد کاووس، بخش مرکزی، دهستان باغلی ماراما، ۸ کیلومتری شمال روستای خارطوم                                         | ۹۷۵۲      | ۱۳۸۲/۰۵/۲۷ |       |
| ۷۰   | قره تپه جنوبی                  |       | پیش از تاریخ ـ تاریخی           | شهرستان گنبدکاووس، بخش مرکزی، دهستان باغلی ماراما، ۲۵۰۰ متری جنوب روستای ایمرتورملا                                       | ۹۷۵۳      | ۱۳۸۲/۰۵/۲۷ |       |
| ۷۱   | سنگرلی تپه                     |       | تاریخی ـ اسلامی                 | شهرستان گنبد کاووس، بخش مرکزی، دهستان باغلی ماراما، ۳ کیلومتری غرب روستای ایمرملاساری                                     | ۹۷۵۴      | ۱۳۸۲/۰۵/۲۷ |       |
| ۷۲   | تپه ابه پلنگ                   |       | تاریخی ـ اسلامی                 | شهرستان گنبد کاووس، دهستان باغلی ماراما، یک کیلومتری شمال روستای ابه پلنگ                                                 | ۹۷۵۵      | ۱۳۸۲/۰۵/۲۷ |       |
| ۷۳   | تپه کوچک خارطوم                |       | تاریخی                          | شهرستان گنبد کاووس، بخش مرکزی، دهستان باغلی ماراما، ۳ کیلومتری شمال روستای کوچک خارطوم                                    | ۹۷۵۶      | ۱۳۸۲/۰۵/۲۷ |       |
| ۷۴   | بند تپه                        |       | پیش از تاریخ ـ تاریخی ـ اسلامی  | شهرستان گنبد کاووس، بخش مرکزی، دهستان باغلی ماراما، ۱۵۰ متری غرب روستای ایمرملاساری                                       | ۹۷۵۷      | ۱۳۸۲/۰۵/۲۷ |       |
| ۷۵   | نوروزتپه                       |       | عصرآهن ـ تاریخی                 | شهرستان گنبد کاووس، بخش مرکزی، دهستان باغلی ماراما، ۱۵۰ م غرب راه روستای پتکه                                             | ۱۳۴۳۴     | ۱۳۸۴/۰۷/۰۶ |       |
| ۷۶   | تاتارتپه                       |       | اسلامی                          | شهرستان گنبد کاووس، بخش مرکزی، دهستان آق آباد، ۱۶۰۰ متری جنوبغرب روستای توتلی کوچک                                        | ۱۴۵۱۱     | ۱۳۸۴/۱۲/۱۶ |       |